# إد هيرلي
إد هيرلي (بالإنجليزية: Ed Herlihy)‏ هو مذيع أخبار أمريكي، ولد في 14 أغسطس 1909 في بوسطن في الولايات المتحدة، وتوفي في 30 يناير 1999 في نيويورك في الولايات المتحدة.

## وصلات خارجية
- إد هيرلي على موقع IMDb (الإنجليزية)
- إد هيرلي على موقع ميتاكريتيك (الإنجليزية)
- إد هيرلي على موقع روتن توميتوز (الإنجليزية)
- إد هيرلي على موقع ألو سيني (الفرنسية)
- إد هيرلي على موقع ميوزك برينز (الإنجليزية)
- إد هيرلي على موقع أول موفي (الإنجليزية)
- إد هيرلي على موقع قاعدة بيانات برودواي على الإنترنت (الإنجليزية)
- إد هيرلي على موقع قاعدة بيانات الأفلام السويدية (السويدية)
- إد هيرلي على موقع ديسكوغز (الإنجليزية)
- إد هيرلي على موقع قاعدة بيانات الفيلم (الإنجليزية)